# Metlili
Metlili è un comune dell'Algeria, situato nella provincia di Ghardaïa.